# لوتشر (لويزيانا)
لوتشر (بالإنجليزية: Lutcher, Louisiana)‏ هي معلم جغرافي تقع في الولايات المتحدة في لويزيانا. يقدر عدد سكانها بـ 3,735 نسمة .

## الموقع الجغرافي
الموقع الجغرافي للمناطق المحيطة بهذه النقطة هو كالتالي:

## أعلام
- روي بورجوازي
- جيمس ماثر
- ستيف بورجوازي